# Bedřich Diviš Weber
Bedřich Diviš Weber (Velichov, prop de Karlovy Vary, 9 d'octubre de 1766 - Praga, 25 de desembre de 1842), també conegut per la forma alemanya del seu nom, Friedrich Dionys (o Dionysius) Weber, fou un compositor i musicòleg bohemi principalment recordat per ser el primer director del Conservatori de Praga, en la fundació del qual va desenvolupar un paper principal.
Weber estudià filosofia i dret a Praga abans de convertir la seva atenció de manera definitiva en la música, estudiant amb Abbe Vogler. Es convertí en un defensor de la música de Mozart després de conèixer-lo a Praga, les seves composicions posen en evidència aquesta influència. Era contrari al treball de Beethoven i Carl Maria Von Weber, però un entusiasta del treball de Richard Wagner. El 1832 dirigí l'estrena de la Simfonia en do de Wagner en una representació d'estudiants al Conservatori de Praga.
Com a director tant del Conservatori com de l'Escola d'orgue de Praga controlà eficaçment l'alta educació musical de la regió, i es convertí indiscutiblement en una de les figures més influents de la música de Praga d'aquell temps, tenint a càrrec seu deixebles que després serien molt bons músics entre ells a Carl Maria von Bocklet o Sigmund Lebert. També va escriure uns quants llibres de text de teoria de la música considerats importants el seu temps.
Malgrat que el seu estil conservador solia explorar les possibilitats d'instruments nous, com les Variationen für das neu erfundene Klappenhorn (Variacions per al clarí novament inventat). Fou un compositor especialitzat en instruments de metall i tenia un interès particular en desenvolupar-ne de nous; així fou l'inventor d'una forma de trompa cromàtica.
El seu treball més conegut que ha sobreviscut és probablement la cantata Bohmens Erretung. També va compondre una òpera, König der Genien, el 1800, i el seu Variacions per a trompeta i orquestra, que utilitzà per experimentar amb la trompeta de claus.
El 1823-24, fou un dels 50 compositors que componien una variació sobre un vals d'Anton Diabelli per Vaterländischer Künstlerverein.
Entre les seves nombroses composicions i figuren danses per a piano, variacions, un sextet per a cornetins, un altre per a trombons, marxes militars, operetes, etc.

## Obres
- Das konservatorium der Musik zu Prag (1817)
- Allgemeine theoretische Vorschule der Musik (1828)
- Theoretischpraktidches Lehrbuch der Harmonie und des Generalbasses (1830)